# Јадранка Самарџић
Јадранка Самарџић (Љубнићи код Илијаша, 10. јул 1976 — Љубнићи, 5. август 1992) била је припадница Илијашке бригаде, Војске Републике Српске, током рата у Босни и Херцеговини (1992–1995)

## Биографија
Рођена је 10. јула 1976. године у Љубнићима од оца Ненада. Након почетка рата у Босни и Херцеговини придружује се Војсци Републике Српске и постаје припадница санитета 3. чете 3. батаљона 1. илијашке пбр ВРС, која је била у саставу Сарајевско-романијског корпуса. Погинула је 5. августа 1992. године у  родном селу, испред објекта где је био смештен санитет за време гранатирања од стране Армије Републике Босне и Херцеговине.
Сахрањена је на Српском војничком спомен-гробљу Мали Зејтинлик у Соколцу.